# Dolors Prat Coll
Pour les articles homonymes, voir Prat et Coll.
Dolors Prat i Coll ou Dolorès Prat en français née le 8 mars 1905 à Planoles et morte à Toulouse le 12 septembre 2001, est une femme politique républicaine espagnole connue sous le surnom de « La Petita Montseny ».

## Biographie
Dolors Prat naît à Ripoll, dans la province de Gérone, au sein d'une famille de la classe populaire.
À l'âge de 15 ans, elle commence à travailler dans l'usine textile Agafallops (Colonia Botey) de Ripoll. Elle adhère ensuite au syndicat de la Confédération nationale du travail (CNT), une organisation puissante, à l'époque, en Catalogne.
Pendant la guerre d'Espagne, entre 1936 et 1939, elle devient secrétaire du syndicat de l'industrie textile de Ripoll.
Engagée en faveur des idées féministes, mettant en œuvre le principe d'égalité entre les femmes et les hommes, elle est surnommée « La Petita Montseny (La Petite Montseny) » en référence à la ministre espagnole Federica Montseny.
En 1939, à la chute de la Catalogne devant l'avancée des nationalistes, elle doit s'exiler en France avec sa sœur Clara. Elles sont accompagnées d'un enfant de cinq ans, Carlos Fernández Medrano, réfugié de Madrid, qu'elle prend son son aile. Ensemble, ils sont internés au camp de Magnac-Laval, près de Limoges.
En février 1940, le gouvernement de Vichy ordonne le retour en Espagne franquiste des femmes et enfants non accompagnés par un homme. Le petit Carlos est récupéré par sa famille à Madrid. Dolors et sa sœur Clara se réfugient à Ripoll, mais menacées par les risques d'arrestation et d'emprisonnement, à la suite de la répression franquiste, elle se cachent à Barcelone.
Le 15 mai 1940, elles réussissent à fuir en France de nouveau, à pied, clandestinement, à travers les Pyrénées, par Prats de Molló.
Dans les Pyrénées-Orientales, pendant la Seconde Guerre mondiale, Dolors travaille, sans-papiers, à Prades pendant deux ans, avant de s'installer à Toulouse où elle refait sa vie. Dans la ville rose, elle épouse José Marín, avec lequel elle a deux enfants aux prénoms évocateurs des luttes sociales : Progreso (né en 1943) et Floreal (né en 1947).
Pendant de nombreuses années, elle continue son travail militant, notamment en tant que secrétaire de la fédération toulousaine de la CNT. Elle participe notamment à Toulouse aux événements de Mai 68.

## Postérité
Elle meurt à Toulouse le 12 septembre 2001 ; son fils Progreso lui dédie une biographie.
Elle est aujourd'hui considérée comme l'une des grandes personnalités de l'exil républicain en France.

## Filmographie
- Lisa Berger et Carol Mazer, De toda la vida (en français : Toutes nos vies), 55 minutes, 1986, avec la participation de Sara Berenguer, Pepita Carpeña, Dolors Prat Coll, Federica Montseny, Suceso Portales, Mercedes Comaposada et Conxa Pérez Collado[7], voir en ligne.